# Malnad Gidda
La malnad gidda ou malenadu gidda est une race bovine indienne. Elle appartient à la sous-espèce zébuine de Bos taurus.

## Origine
C'est une race élevée en Inde, principalement dans l'état de Karnataka. Elle vit dans la région montagneuse des Ghâts occidentaux et son nom vient de « malnad = fortes pluies » et « gidda = nain ».

## Morphologie

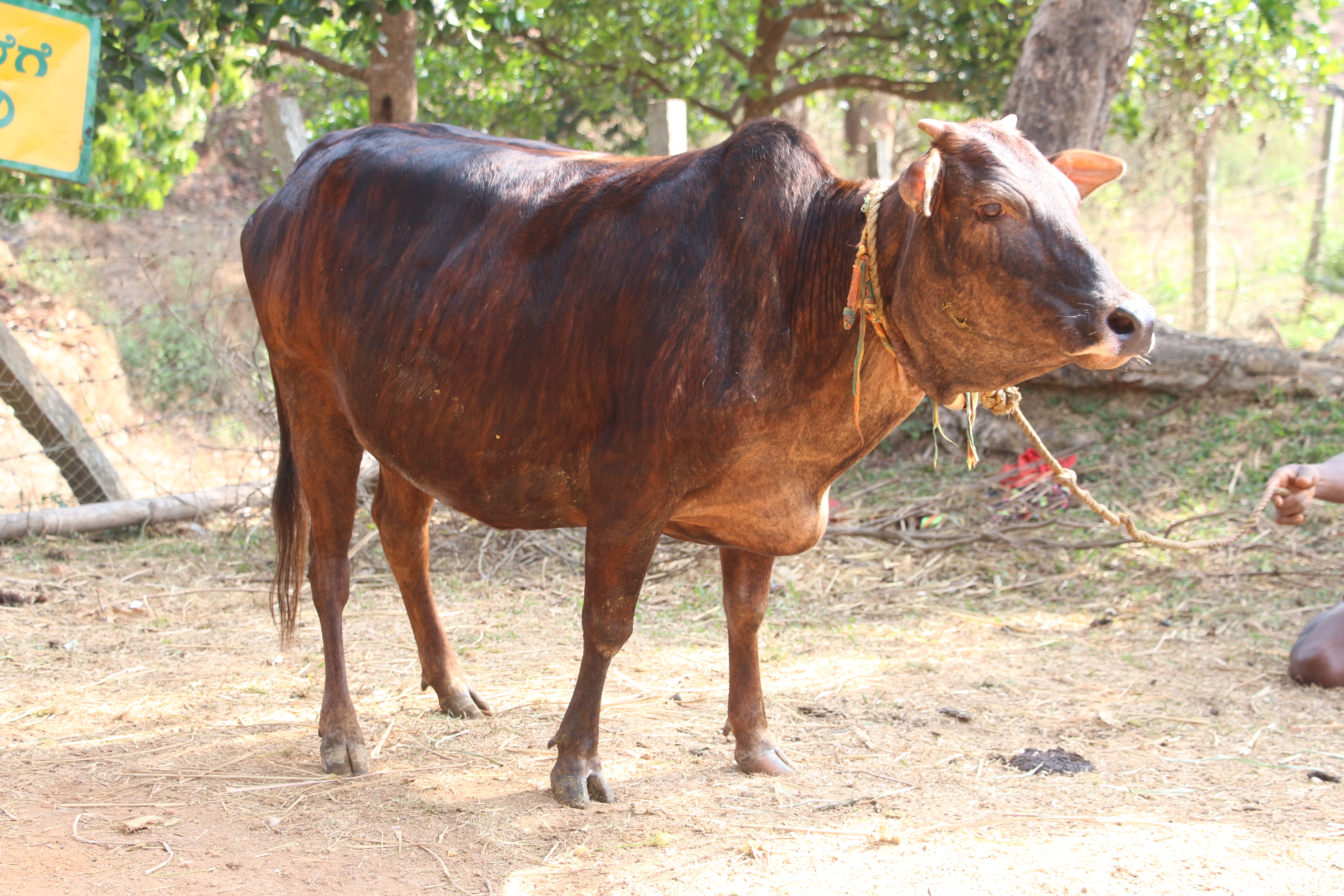
Femelle malnad gidda

C'est une race de petite taille, 81 à 88 cm, pesant de 80 à 120 kg. Elle porte une robe brun, avec des nuances claires ou sombre, jusqu'à noir. La peau est noire. 
Elle a des membres forts et musclés. La tête est longue et fine. Les cornes sont portées haut et perpendiculaires à la tête sur un front légèrement bombé et ridé.

## Aptitudes
C'est une race très bien adaptée à son environnement difficile. Compte tenu de sa taille, la production laitière de 0,5 à 4 litres de lait par jour est intéressante. Elle est rustique et se nourrit de déchets des champs : paille de riz, herbe quand il y en a et parfois un peu de céréales et de tourteaux en période de lactation. Les bœufs sont envoyés en forêt durant la nuit se nourrir seul. 
Les bœufs sont endurants à la mesure de leur taille. La production de fumier est aussi un caractère essentiel dans de petites exploitations qui n'achètent pas d'engrais chimique.

## Préservation
Depuis quelques années, les éleveurs ont fait le constat que des croisements de races indigènes avec des races européennes plus productives, surtout pour le lait sont pratiqués. Or, ces pratiques font perdre à la descendance une partie de ses qualités de rusticité. Devant de constat, une demande de préservation de cette race a été déposée auprès du conseil indien de la recherche agricole en 2007.
Le 14 mai 2012, la population de malnad gidda a obtenu le statut de race officielle. Cette décision va encourager les éleveurs qui ont fait l'effort de maintenir leur cheptel en pure race. Un institut de recherche doit travailler sur une amélioration de la production laitière par la sélection des meilleurs sujets et aider les éleveurs à gérer leur race.

## Sources